# قهوه‌ای
رنگ قهوه‌ای یک رنگ ترکیبی محسوب می‌شود. در مدل رنگی سی‌ام‌وای‌کی، رنگ قهوه‌ای از ترکیب رنگ‌های قرمز، سیاه و زرد یا قرمز، زرد و آبی به‌ دست می‌آید. در مدل رنگی آرجی‌بی که روش مورد استفاده در نمایش‌گرها و صفحات تلویزیونی است، رنگ قهوه‌ای به‌ وسیله‌ ترکیب رنگ‌های قرمز و سبز با نسبت مشخص تهیه می‌شود. در رنگ‌آمیزی و نقاشی، این رنگ با افزودن رنگ سیاه به نارنجی تهیه می‌شود، رنگی که بیشتر همراه با مواردی مانند سادگی، فقر و زنگ زدگی است. این رنگ به طور گسترده در طبیعت، انوع چوب‌، خاک، رنگ موی انسان و رنگدانه‌های سازنده رنگ چشم و پوست دیده می‌شود. بر اساس نظرسنجی عمومی انجام شده، رنگ قهوه‌ای کم‌ترین علاقه عمومی را به خود جلب کرده است. 
در تاریخ ایران از رنگ قهوه‌ای برای  کلاه و ردای ناصرالدین شاه قاجار استفاده شده‌است.

## نگارخانه

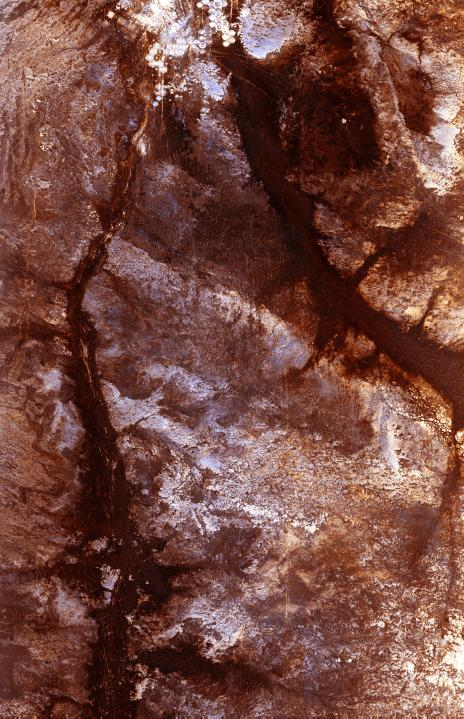
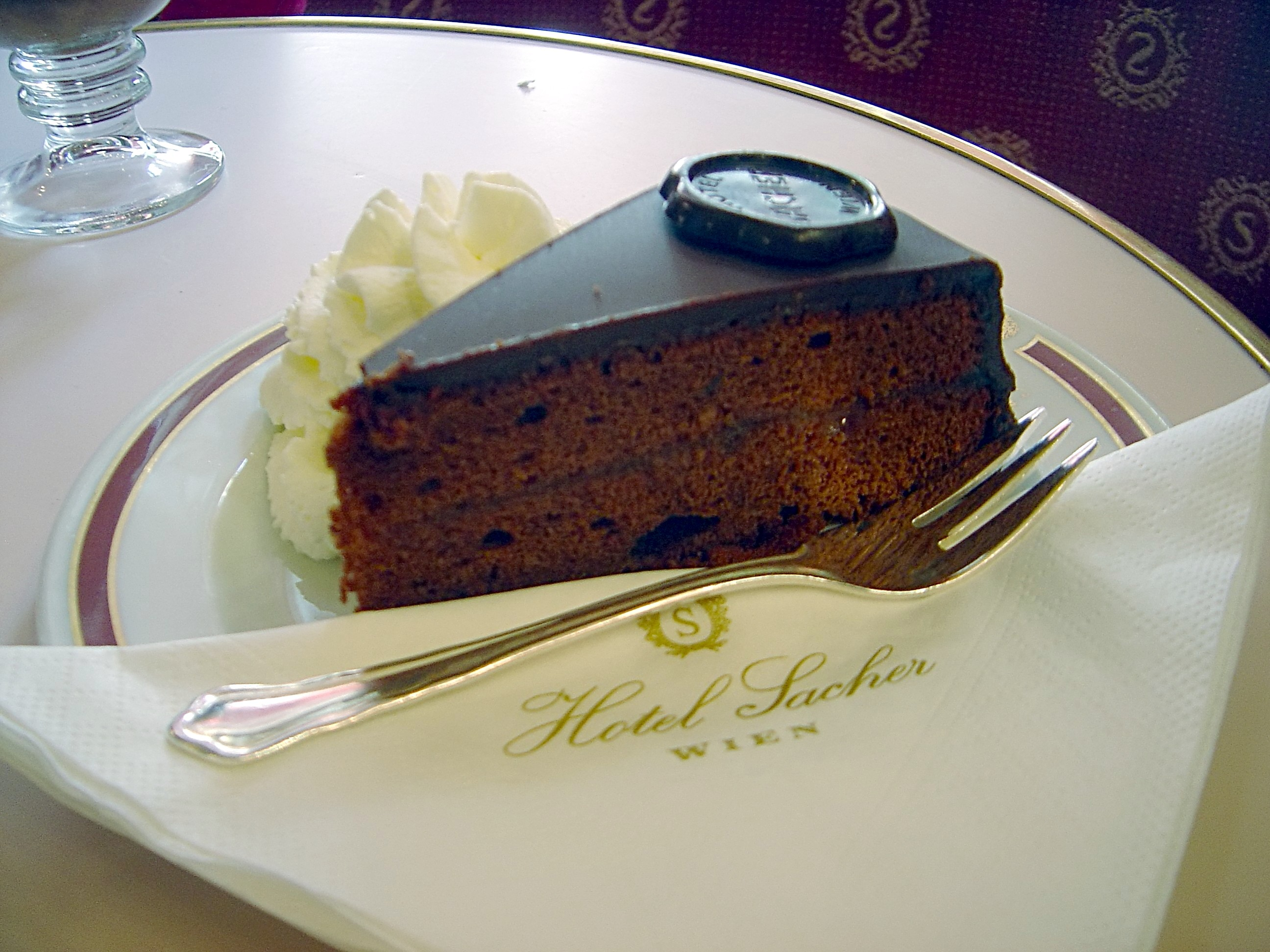
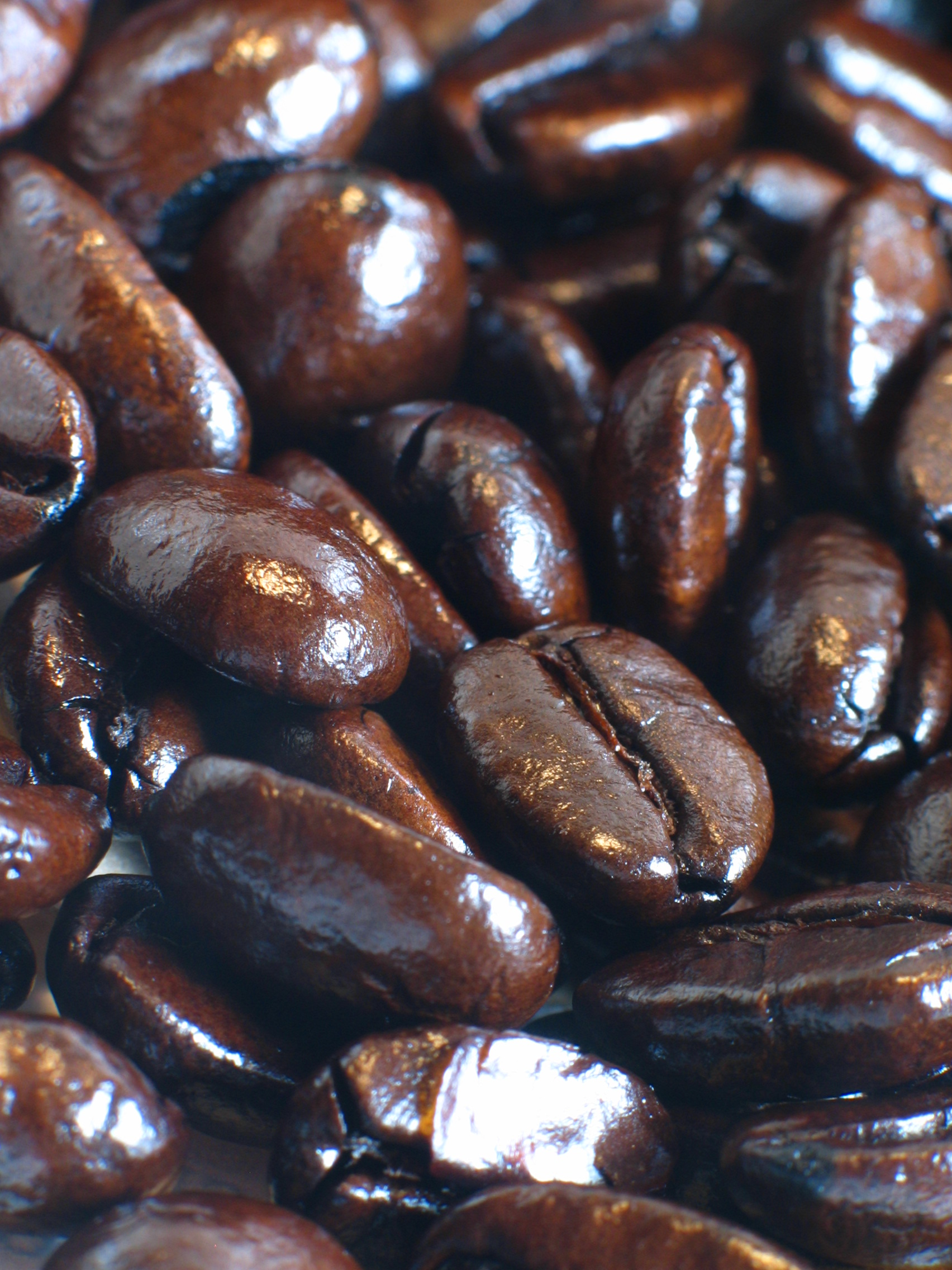
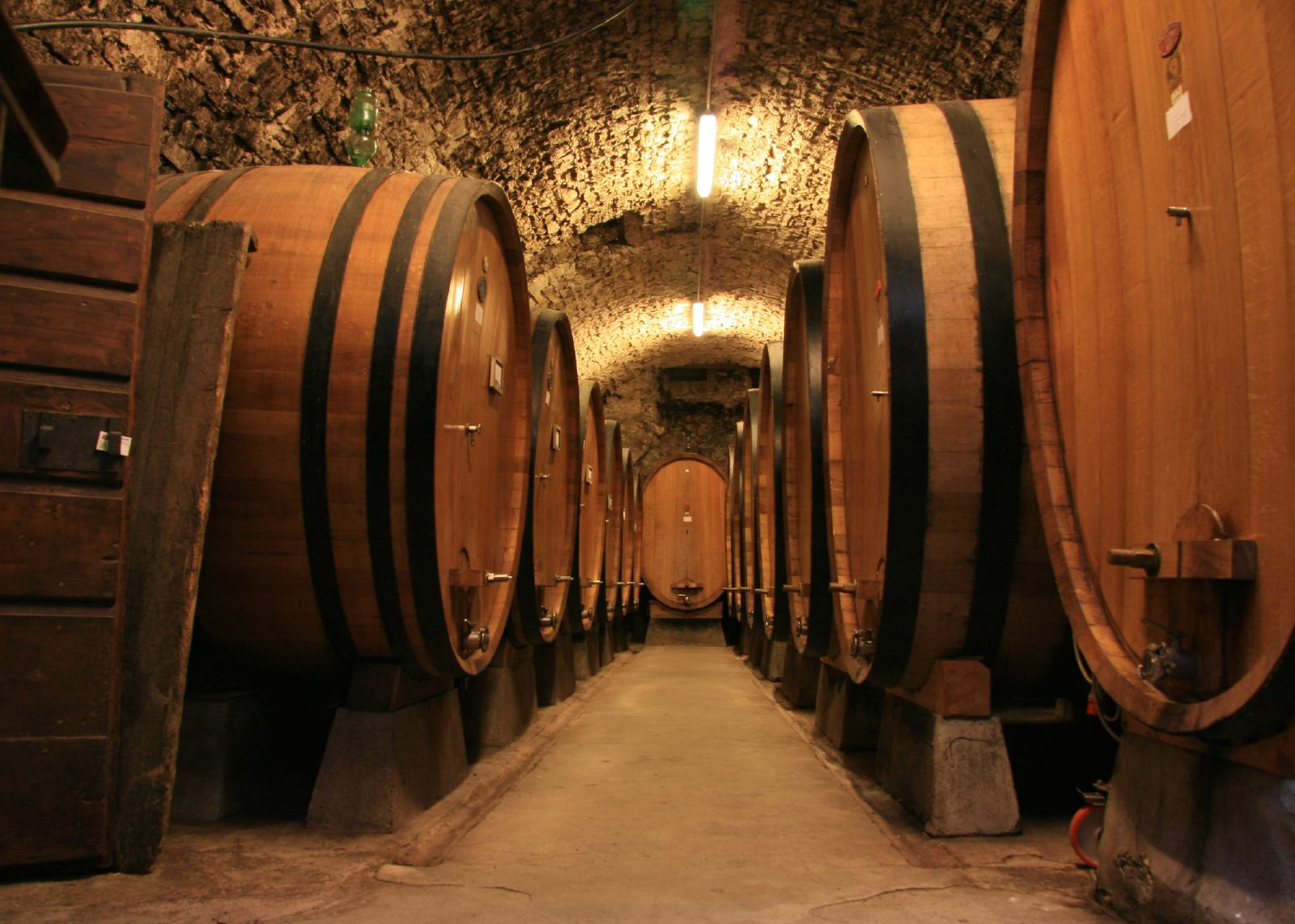
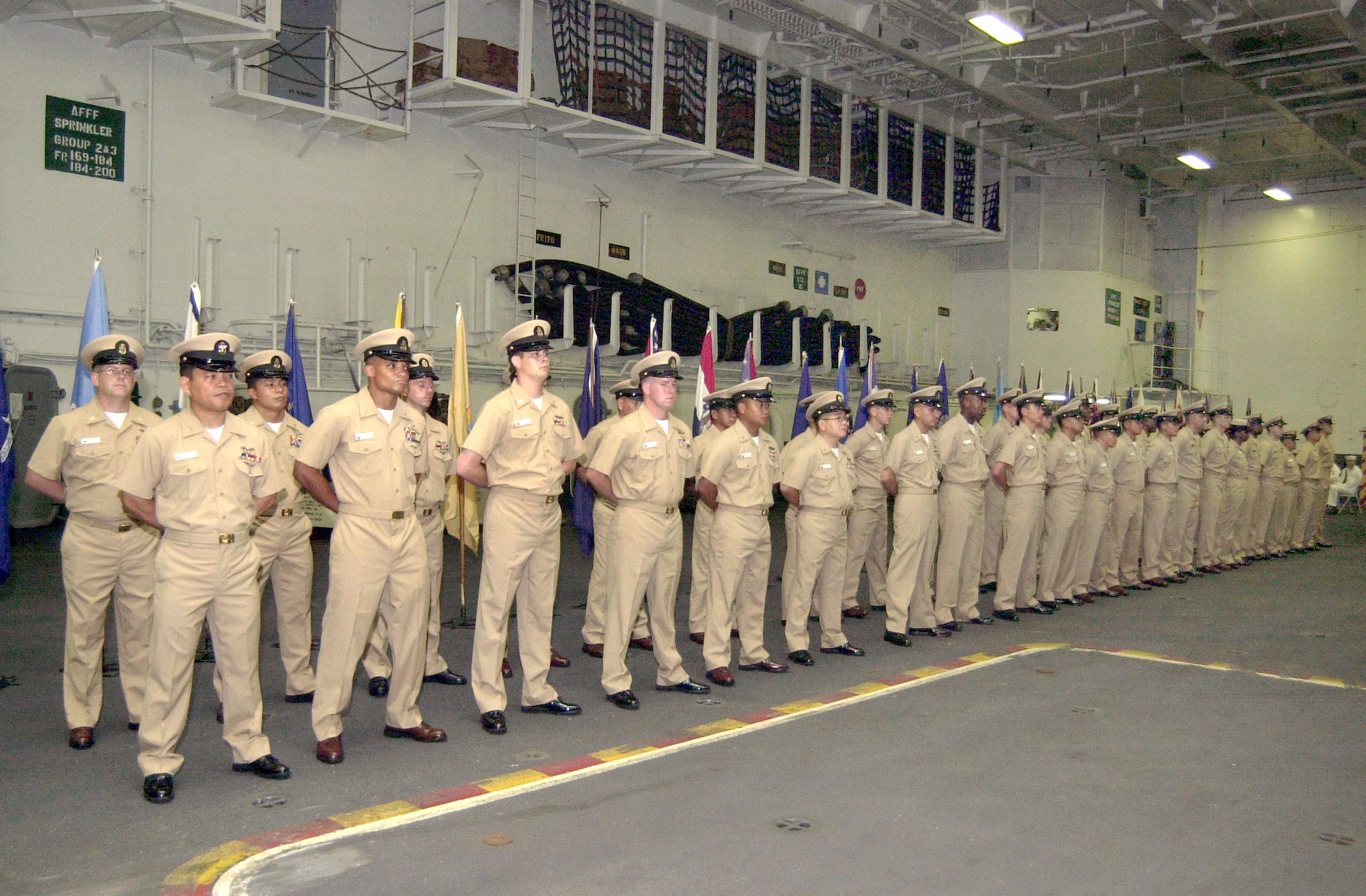
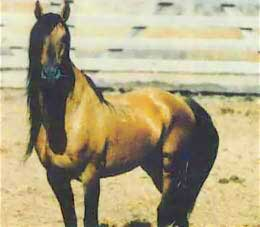
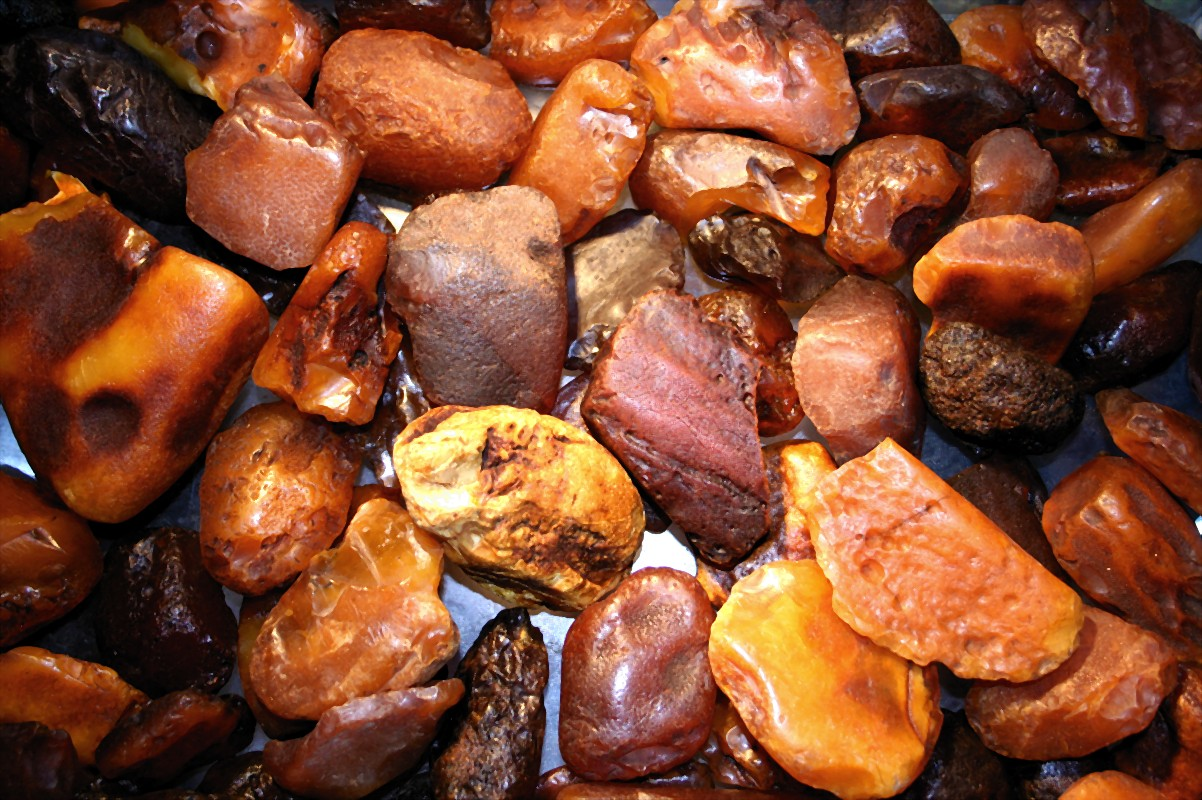
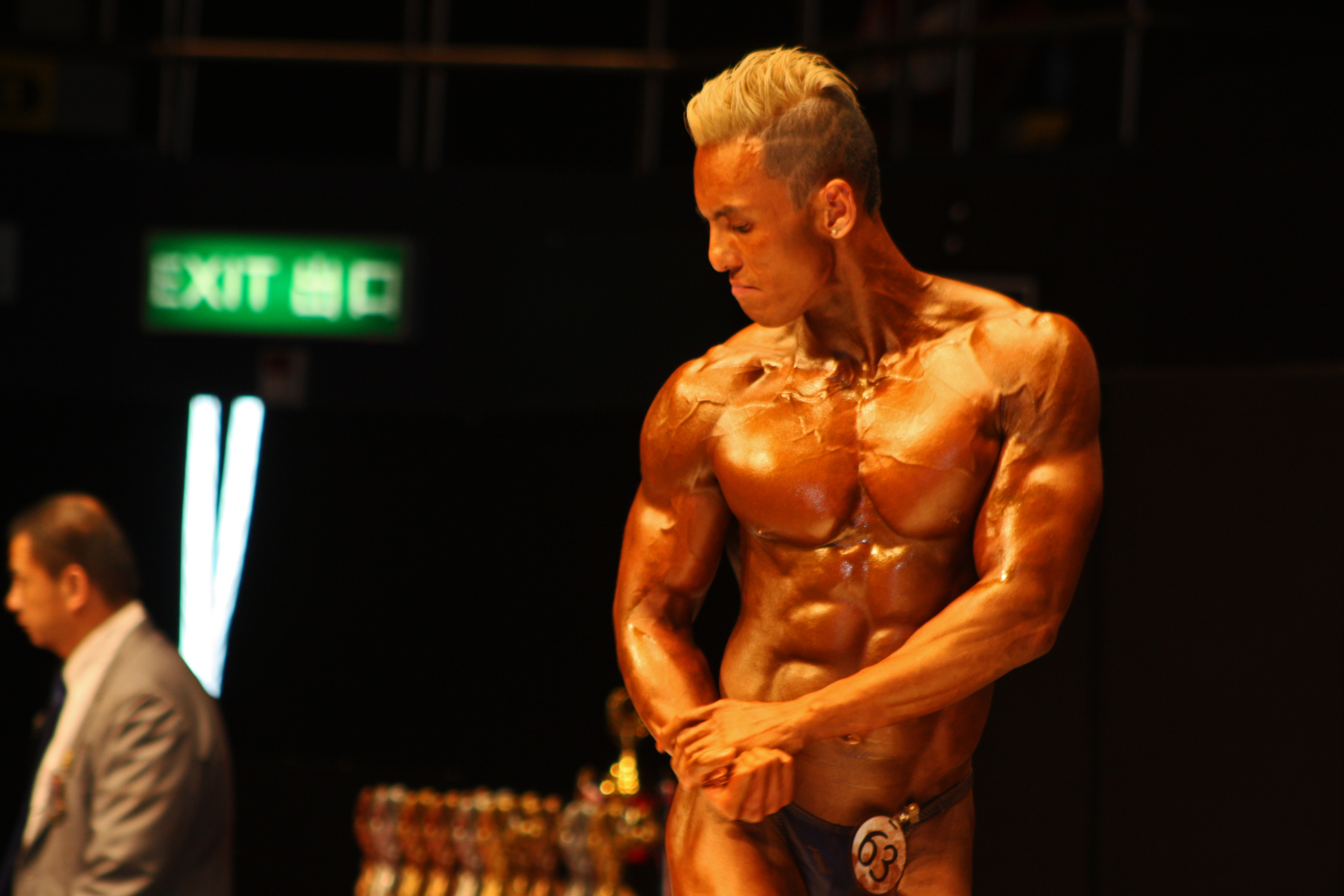
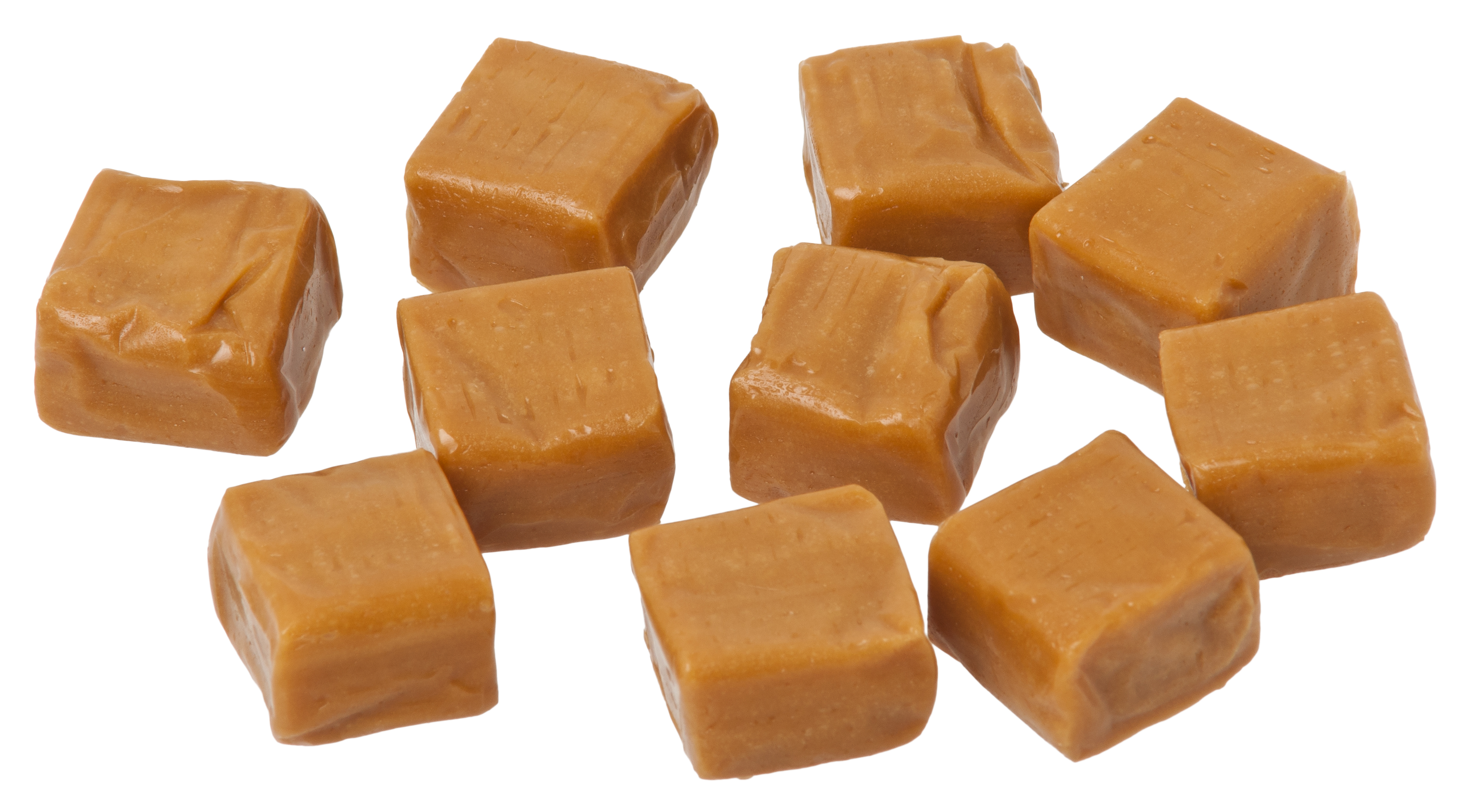
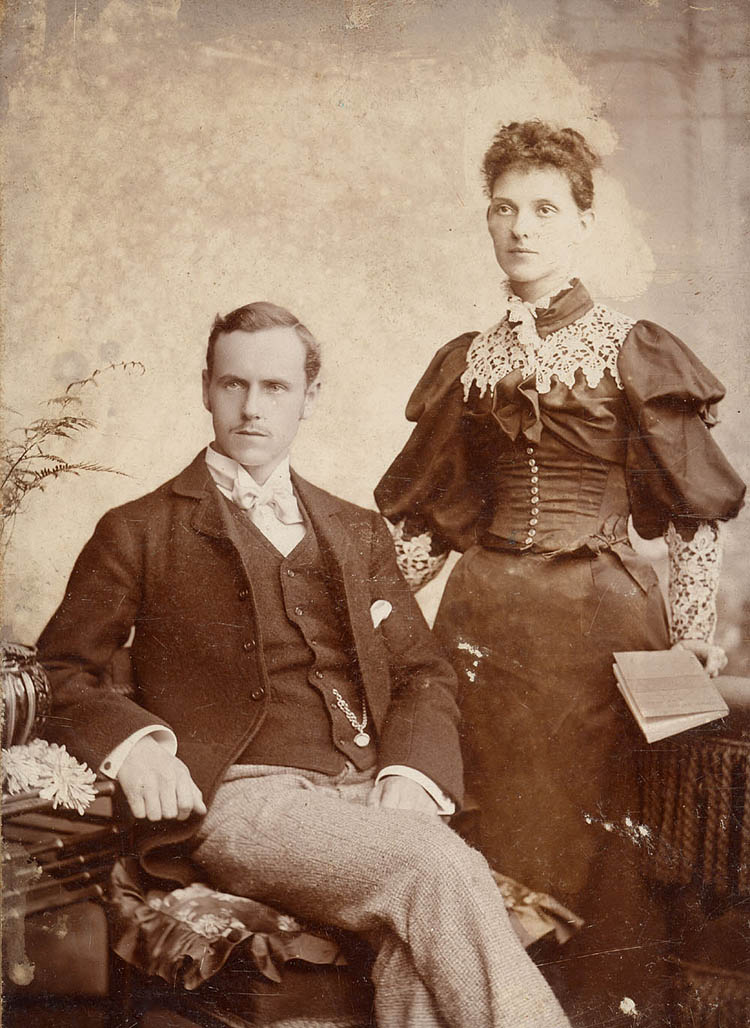
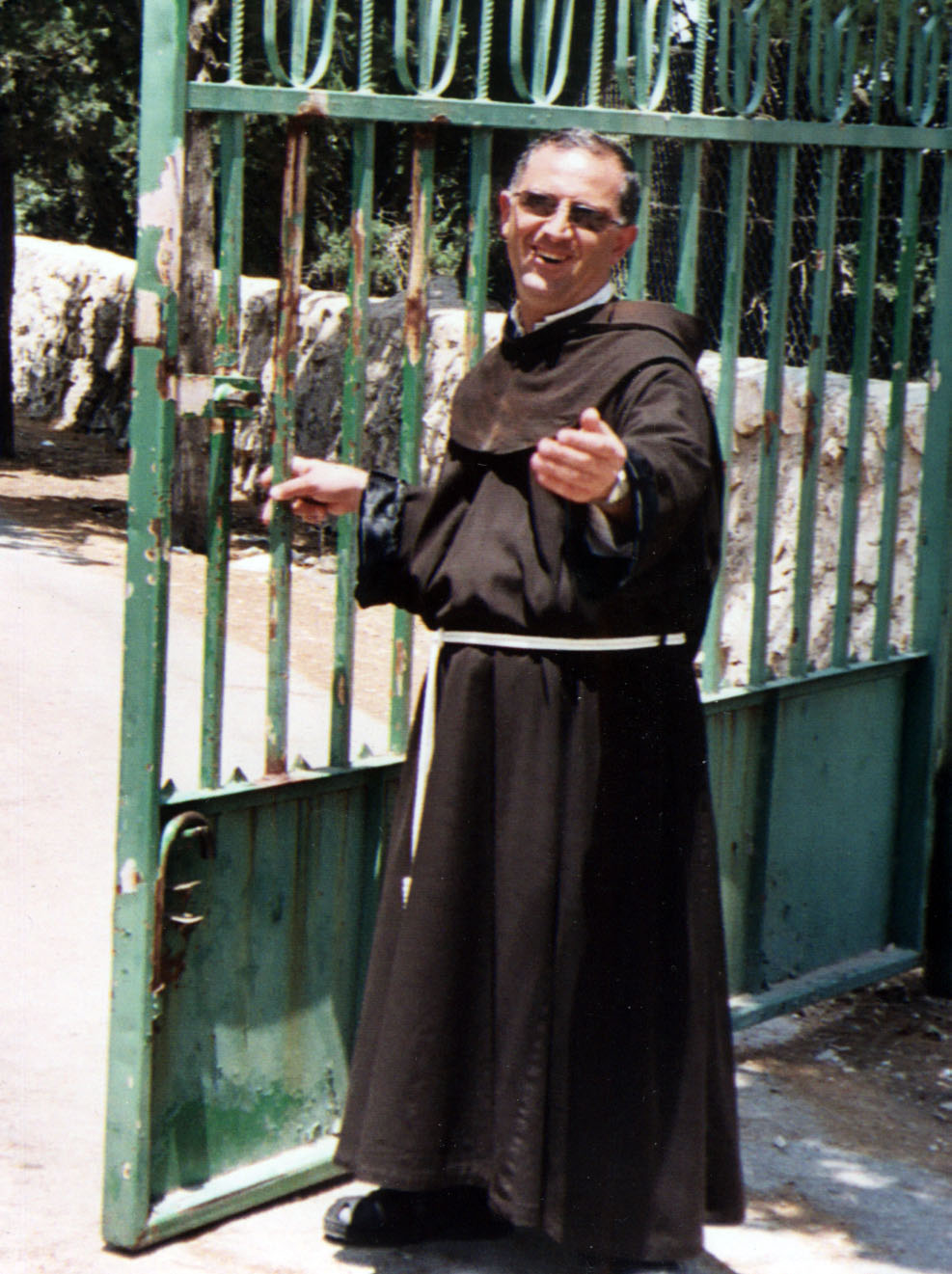
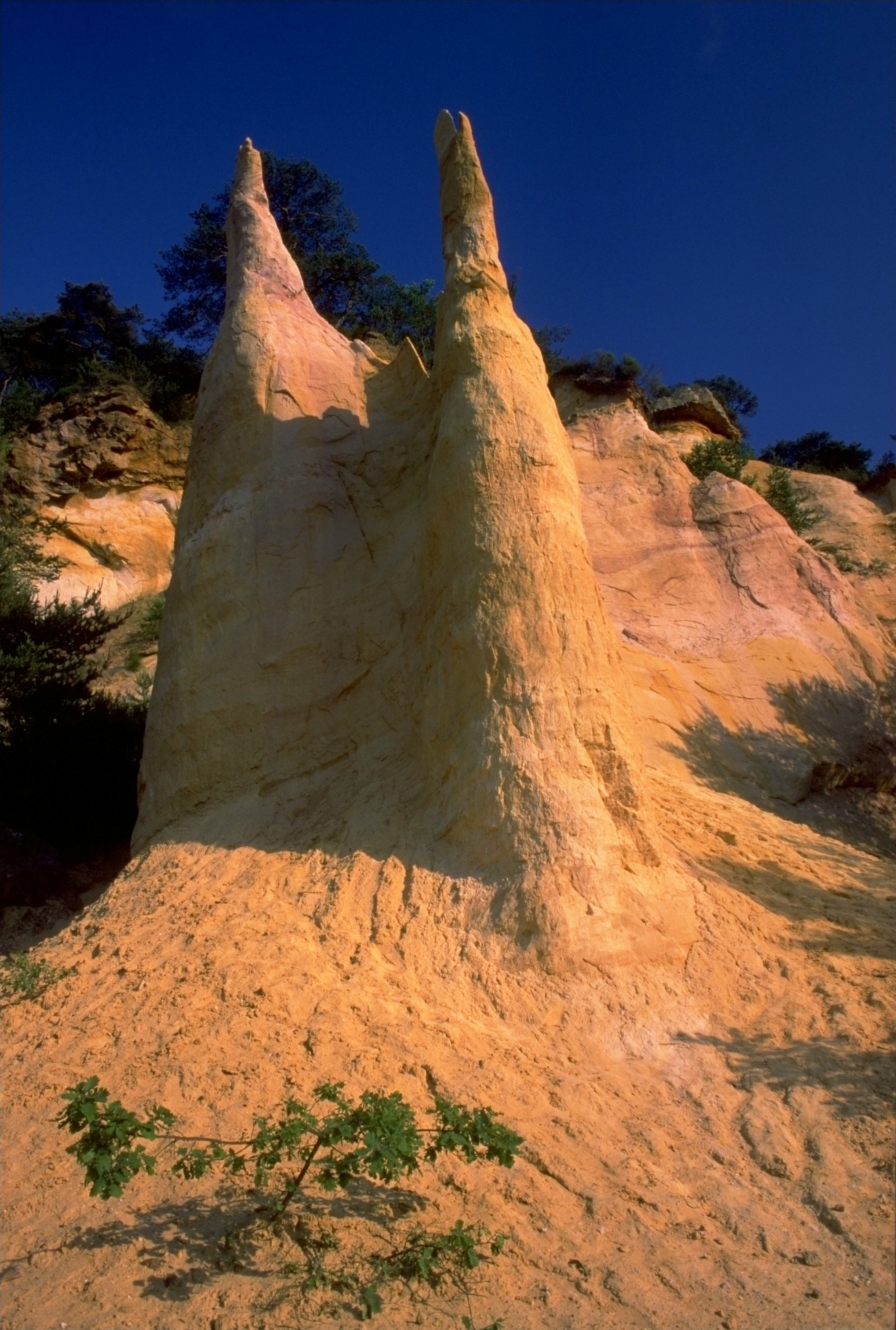
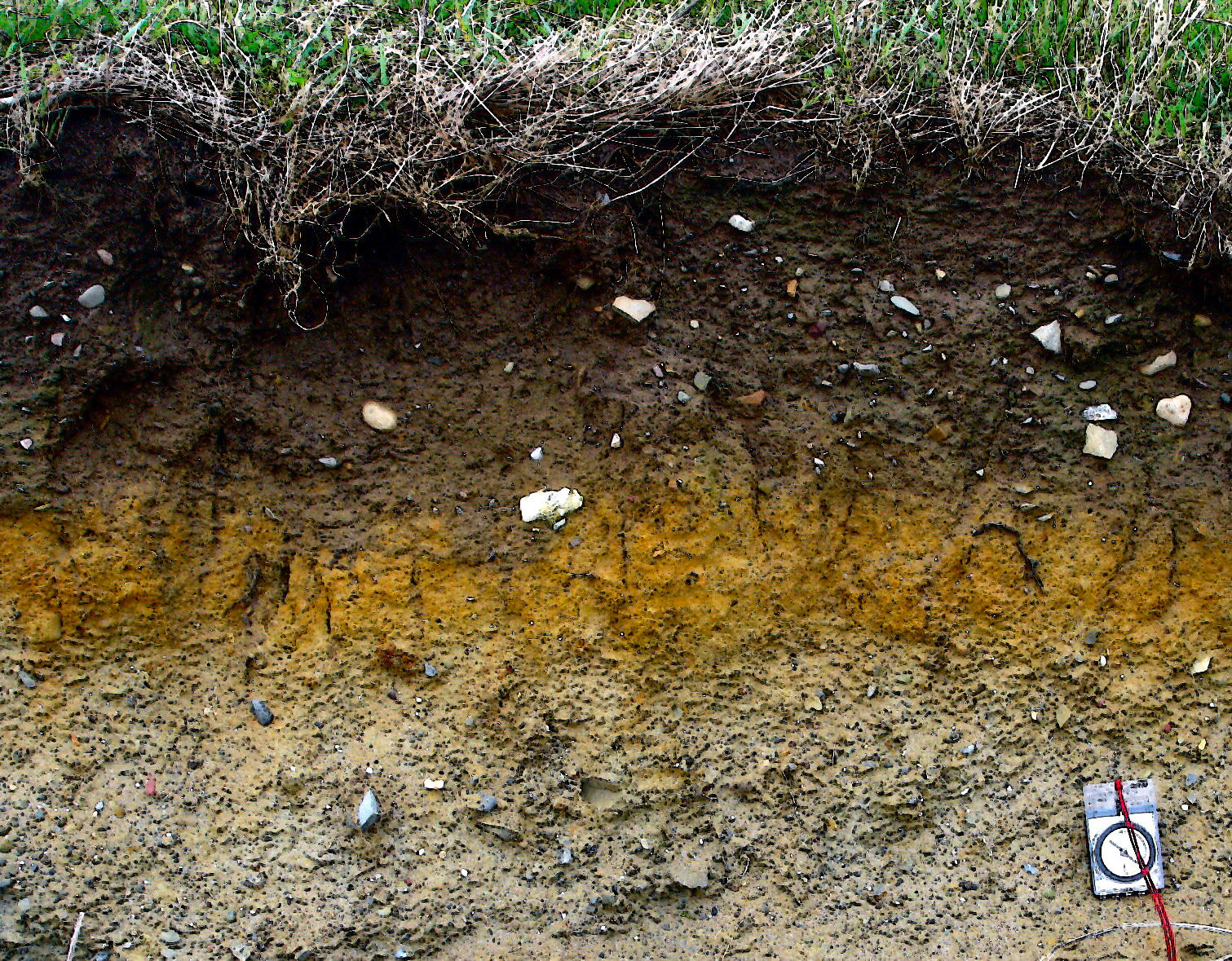
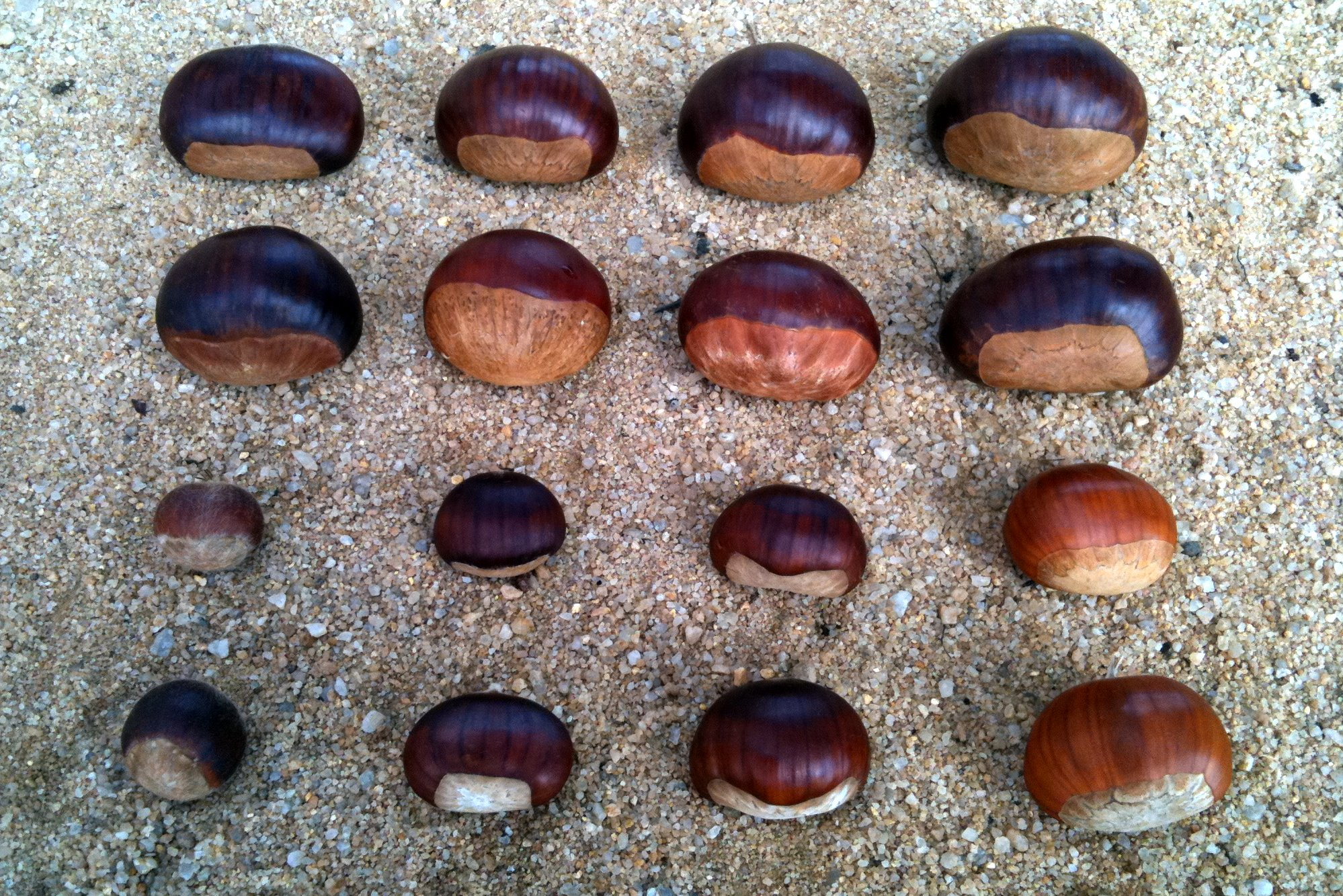
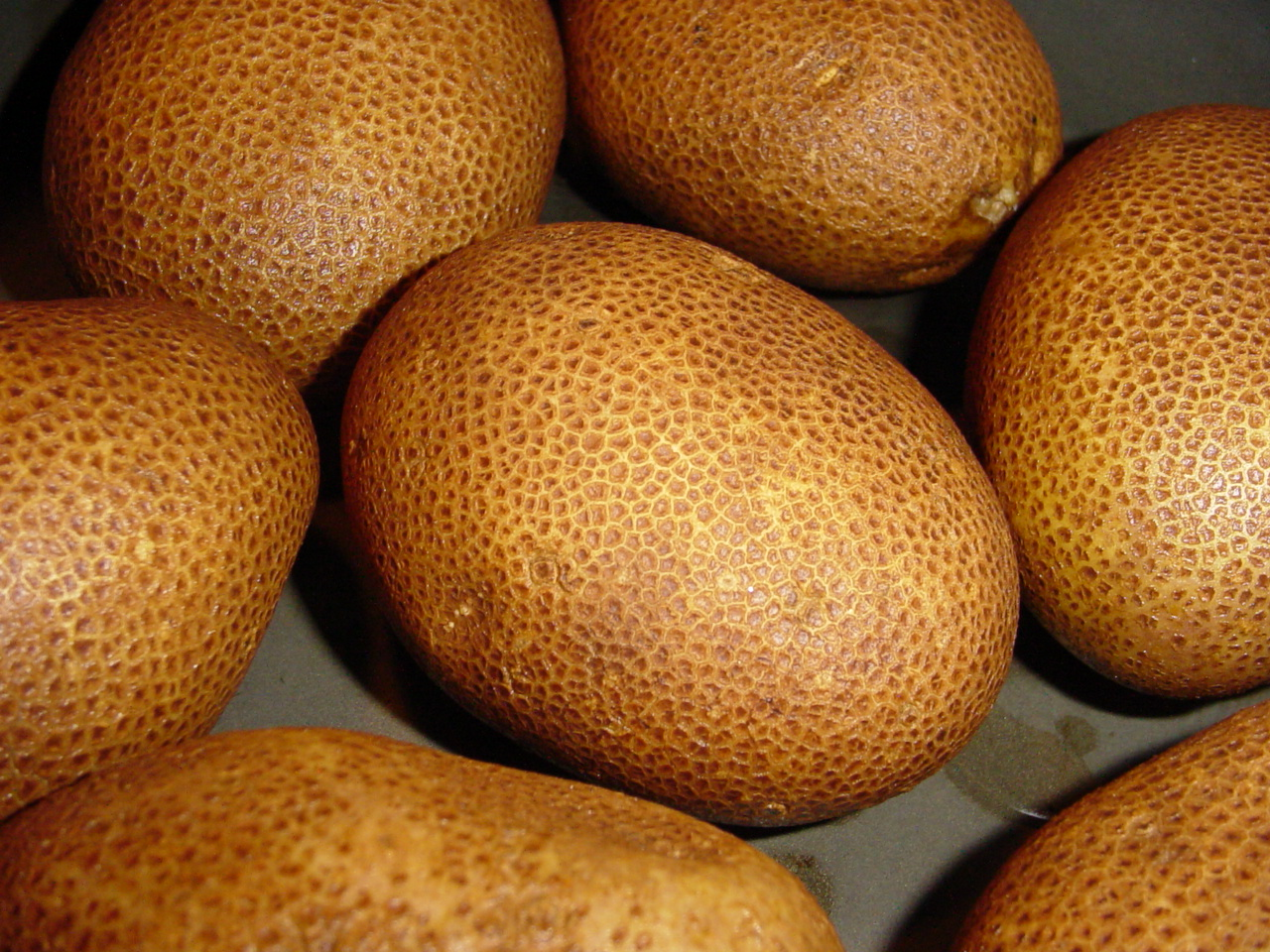
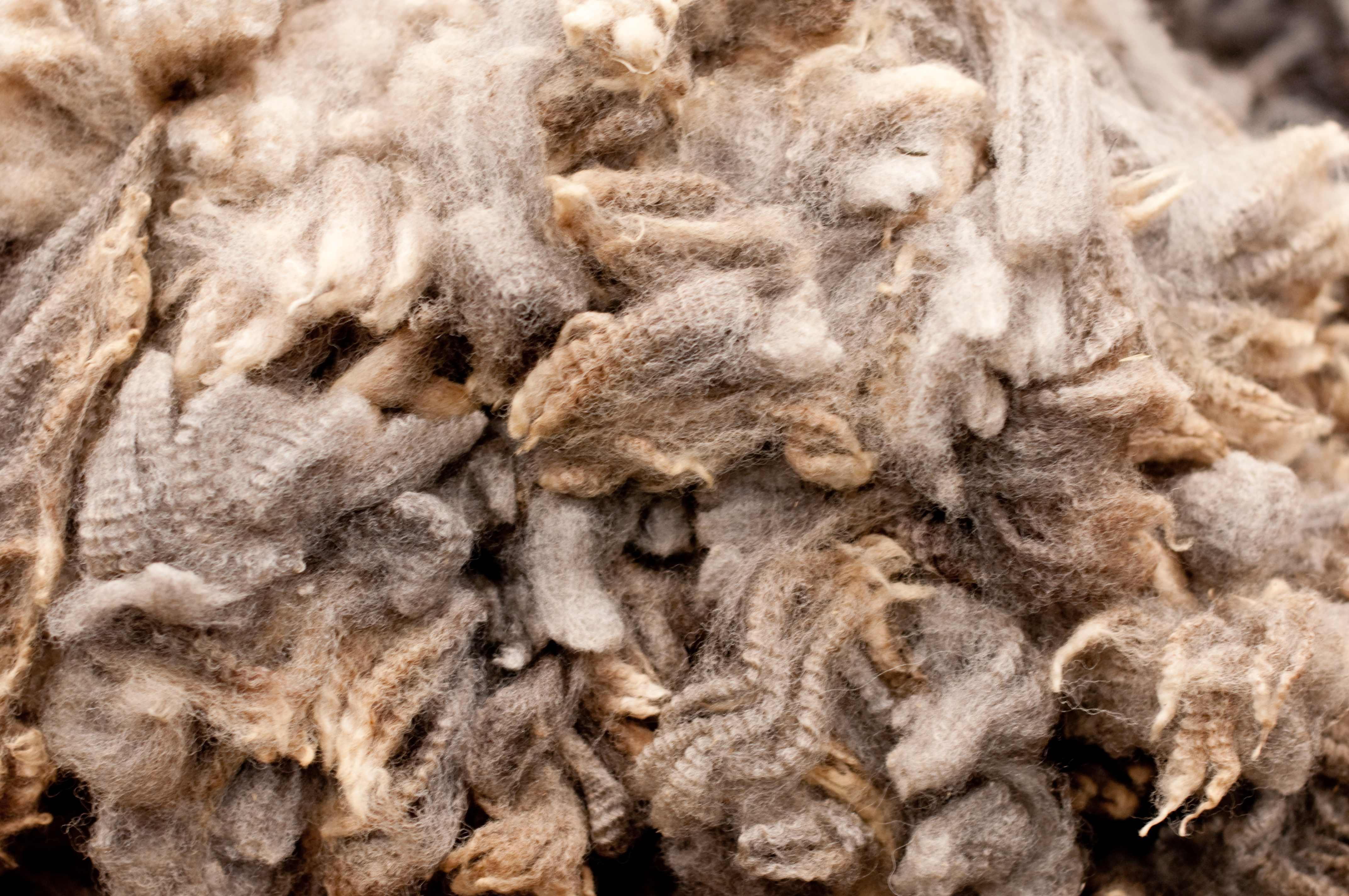
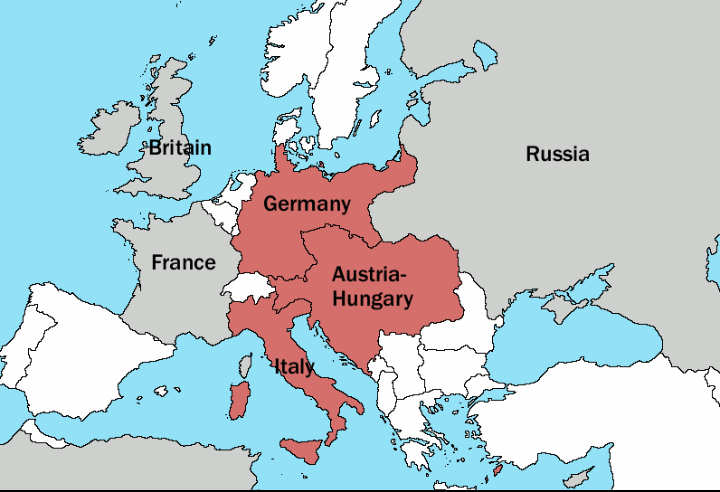
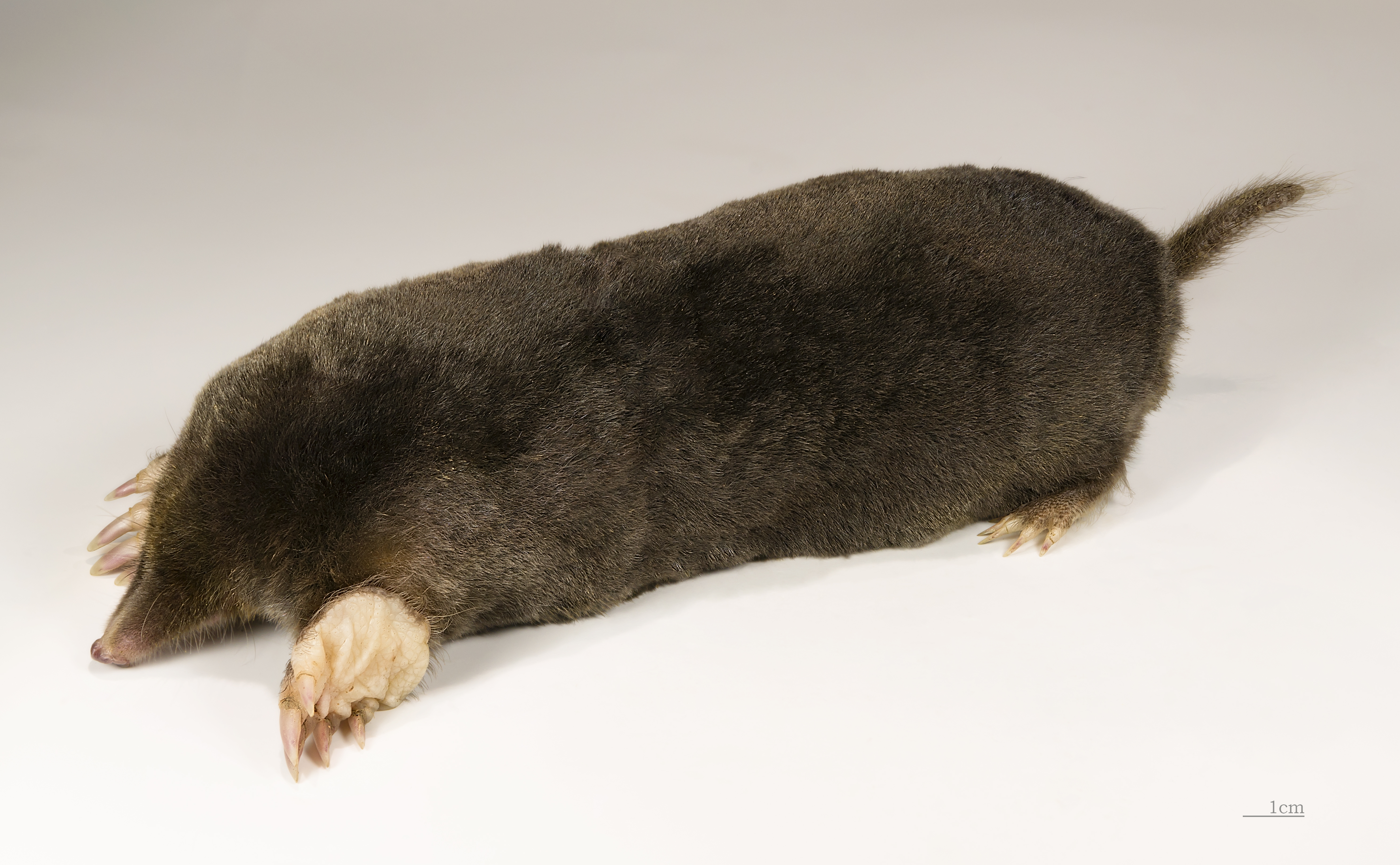
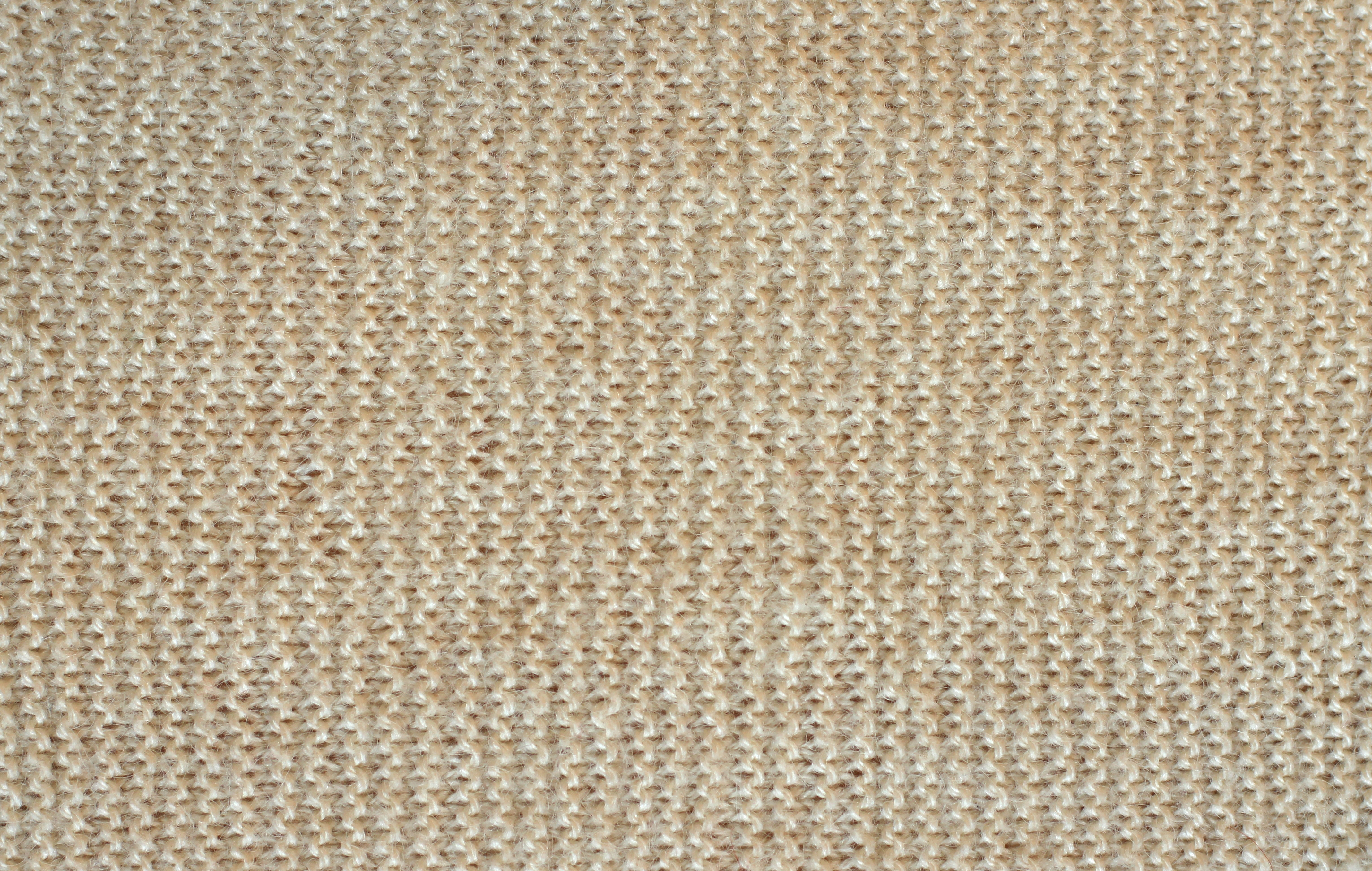
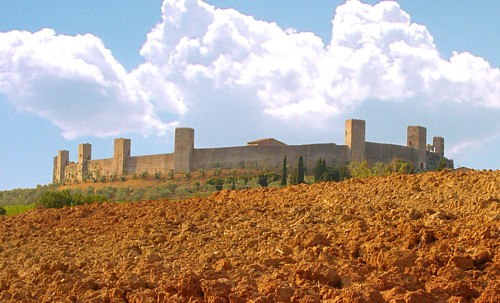